# Tropical Storm
Tropical Storm è il quindicesimo album in studio del cantante giamaicano Beenie Man, pubblicato nel 2002.

## Tracce
1. Party Hard – 4:00
2. Feel It Boy (feat. Janet Jackson) – 3:27
3. Bad Girl (feat. Justin Vince) – 3:53
4. Real Gangsta – 3:28
5. Fresh from Yard (feat. Lil' Kim) – 4:33
6. Miss L.A.P. – 4:04
7. Steet Life – 3:27
8. Gangsta Life – 4:35
9. Pure Pretty Gal – 4:17
10. Bossman (feat. Lady Saw & Sean Paul) – 4:05
11. Yagga Yo (feat. So Solid Crew) – 3:53
12. More We Want (feat. Tanto Metro & Devonte) – 3:36
13. You Babe – 3:39